# IAR-826
IAR-826 – rumuński samolot rolniczy skonstruowany w latach 70. XX w.

## Historia
Radu Manicatide, główny konstruktor zakładów IAR, przystąpił do modernizacji swojej wcześniejszej konstrukcji – IAR-822. O poprzednika różniła się materiałami zastosowanymi do jego zbudowania. Konstruktor zdecydował się na całkowicie metalowe elementy, nastąpiła rezygnacja z drewna, stosowanego wcześniej w konstrukcji skrzydła i usterzenia. 
Prace projektowe ukończono w Institutul de Mecanica Fluidelor si Cercetari Aerospatiale (IMFCA) w 1973 r. Prototyp ze znakami YR-MDA został oblatany 9 maja 1973 r. Maszyna została wdrożona do produkcji seryjnej. W zakładach w Braszowie zbudowano łącznie 13 egzemplarzy samolotu. W 1973 r. samolot został zaprezentowany na XXX Międzynarodowym Salonie Lotniczym w Paryżu. Maszyny seryjne były używane do lat. 80. XX w.

## Konstrukcja
Samolot rolniczy w układzie wolnonośnego dolnopłatu. Kadłub o konstrukcji kratownicowej ze spawanych rur molibdenowych. W przedniej części mieścił silnik, za którym umieszczono zbiornik na chemikalia a następnie kabinę pilota zabezpieczoną kozłem przeciwkapotażowym. Zbiornik o konstrukcji duralowej, wyłożony laminatem, miał objętość 0,8 m3 (masa maksymalna nawozów do 600 kg). Usterzenie wolnonośne, klasyczne o konstrukcji duralowej. Podwozie stałe, trójpunktowe z kółkiem ogonowym. Golenie główne wymienne, o identycznej konstrukcji. Amortyzowane olejowo-pneumatycznie lub amortyzatorami gumowymi. Silnik sześciocylindrowy, płaski, Lyncoming IO-540-G1D5 napędzał metalowe śmigło przestawialne w locie.